# Myrto Uzuni
Myrto Uzuni, född 31 maj 1995 i Berat i Albanien, är en albansk fotbollsspelare som spelar för Ferencváros och i Albaniens landslag.
Uzuni debuterade för Albaniens landslag den 10 oktober 2018 i en 0–0-match mot Jordanien.